# Библейский перевод Японской православной церкви
«Нихон сэйкёкай яку сэйсё» (яп. 日本正教会訳聖書, «Священное Писание в переводе Японской православной церкви») — перевод Библии, выполненный в эпоху Мэйдзи и используемый в богослужении Японской православной церкви; состоит из Псалтири и Нового завета. Перевод сделан святителем Николаем Японским и Павлом Накаи Цугумаро. Как и прочие переводы богослужебных книг, выполнен на книжном языке бунго. Перевод, полностью вместивший бы Ветхий и Новый Заветы в одну книгу, ещё не готов. До настоящего времени является единственным существующим православным письменным переводом на японский. В силу трудности восприятия бунго современными японцами сама ЯПЦ рекомендует мирянам использовать для самостоятельного чтения Новый межконфессиональный и Разговорный переводы.

## Новый Завет
Новый Завет, используемый в богослужении, поделён на две части: «Главы Евангелия» (福音経) и «Главы апостолов» (使徒経). Размер обложки примерно как формат бумаги B5. Евангельская часть декорирована металлом и тканью, апостольская — звериной кожей. Также существует издание «Новый Завет Господа нашего Иисуса Христа» (我主イイススハリストスの新約) с откровением Иоанна Богослова, неиспользуемым в литургии

## Псалтирь
Ветхий Завет, используемый в богослужении, состоит из одной лишь псалтири для чтения псалмов, используемых при таинствах наряду с второканоном. Состоит из 150 псалмов в 20 кафизмах с указаниями, где именно посреди чтения вставляется краткое славословие. Книга рассчитана не для самостоятельного чтения, а для молитв. Перевод сделан с септуагинты, а не с масоретского текста, в конце также включено житие царя Давида.

## Издания
- 我主イイススハリストスの新約 / 日本正教會翻譯. — 東京 : 正教會藏版, 明治卅五年(1902). — 706頁.
- 聖詠経 в паре с 続聖詠, 150 псалмов, переиздание 1988 года